# Comuna de Siedliszcze
Siedliszcze (polaco: Gmina Siedliszcze) é uma gminy (comuna) na Polónia, na voivodia de Lublin e no condado de Chełmski. A sede do condado é a cidade de Siedliszcze.
De acordo com os censos de 2004populacja=7213, a comuna tem 7213 habitantes, com uma densidade 47 hab/km².

## Área
Estende-se por uma área de 153,9 km², incluindo:
- área agricola: 85%
- área florestal: 3%

## Demografia
Dados de 30 de Junho 2004:
|                      | Total   | Total | Mulheres | Mulheres | Homens  | Homens |
| -------------------- | ------- | ----- | -------- | -------- | ------- | ------ |
|                      | pessoas | %     | pessoas  | %        | pessoas | %      |
| População            | 7107    | 100   | 3596     | 50,6     | 3511    | 49,4   |
| Densidade (pop./km²) | 46,2    | 100   | 23,4     | 23,4     | 22,8    | 22,8   |

De acordo com dados de 2002, o rendimento médio per capita ascendia a 1338,23 zł.

## Subdivisões
- Adolfin, Anusin, Bezek, Bezek-Kolonia, Bezek Dębiński, Brzeziny, Chojeniec, Chojeniec-Kolonia, Dobromyśl, Kamionka, Krowica, Kulik, Kulik-Kolonia, Lechówka, Lipówki, Majdan Zahorodyński, Marynin, Mogilnica, Nowe Chojno, Romanówka, Siedliszcze, Siedliszcze-Kolonia, Stare Chojno, Stasin Dolny, Wola Korybutowa Pierwsza, Wola Korybutowa Druga, Wola Korybutowa-Kolonia.

## Comunas vizinhas
- Chełm, Cyców, Milejów, Puchaczów, Rejowiec Fabryczny, Trawniki, Wierzbica